# 残菊物語
『残菊物語』（ざんぎくものがたり）は、村松梢風による日本の短編小説、および同作を原作とする新派の戯曲、日本の映画、日本のテレビ映画である。
1937年（昭和12年）9月、「サンデー毎日」増刊号に掲載され、翌年に同題の小説集が刊行された。1937年10月には、巌谷慎一の脚本により新派劇となり、明治座で上演されている。さらに1939年（昭和14年）に溝口健二監督、1956年（昭和31年）に島耕二監督、1963年（昭和38年）に大庭秀雄監督が映画化、1967年（昭和42年）には塚田圭一がテレビ映画化している。

## あらすじ
歌舞伎役者・二代目尾上菊之助の悲恋の物語。身分違いの恋を全うして芸の道に励み、妻は悲しい結末を迎えるが、菊之助は素直で誠実で情愛のこもった人物として描かれている。

## 1939年版
『殘菊物語』は、溝口作品の中でも評価されている戦前の映画であり、1939年のキネマ旬報邦画ベスト・テン第2位に入賞した。溝口の監督作品の『芸道三部作』の一つとして知られている（ただし、他の『浪花女』、『芸道一代男』は現存しない）。本作は、溝口作品の中で、ほぼ全てが現存する数少ない戦前作品となった（146分中143分現存）。
映像と音声をデジタル修復した版が制作されており、2015年にカンヌ映画祭でプレミア上映されて好評を博した。淀川長治は、黒澤明の『羅生門』、小津安二郎の『戸田家の兄妹』と共に、自身の邦画ベスト3に本作品を挙げている。ブルーレイでも発売されている。

### 配役
- 二代目尾上菊之助：花柳章太郎
- 中村福助：高田浩吉
- 栄寿太夫：川浪良太郎
- 尾上松助：高松錦之助
- 守田勘弥：葉山純之輔
- 尾上多見蔵：尾上多見太郎
- 待合の客：結城一朗
- 新富座の頭取：南光明
- 同座女形：天野刃一
- 奥役：井上晴夫
- 旅廻り太夫元：石原須磨男
- 同頭取：廣田昂
- 待合の客：富本民平
- 旅廻りの役者：保瀬英二郎
- 芸妓栄龍：伏見信子
- 同小仲：花岡菊子
- 同小菊：白河富士子
- おつる：最上米子
- 茶店の婆：中川芳江
- お徳の叔母：西久代
- 五代目の女中：鏡淳子
- 同女中：大和久乃
- 同乳母：田川晴子
- 芸妓一：柴田篤子
- 芸妓二：秋元富美子
- 芸妓三：国春美津枝
- 女角力：白妙公子

劇団より
- 五代目尾上菊五郎：河原崎権十郎
- お徳：森赫子
- 尾上多見二郎：花柳喜章
- 按摩元俊：志賀廼家辨慶
- 待合の女将：柳戸はる子
- 猿廻しの男：松下誠
- 角座頭取：島章
- お徳の叔父：中川秀夫
- 旅廻りの役者：花田博
- 實川猿三郎：春本喜好
- 菊之助の弟子：橘一嘉

大船より
- 若い者：磯野秋雄

新興より
- 中村芝翫：嵐徳三郎
- 五代目の夫人里：梅村蓉子

## 1956年版

### 配役
- 二代目尾上菊之助：長谷川一夫
- お徳：淡島千景（松竹）
- 栄寿太夫：黒川弥太郎
- 守田勘弥：見明凡太朗
- 中村福助：伊沢一郎
- 中村芝翫：市川小太夫（松竹）
- 芸者米子：阿井美千子
- 芸者小ふみ：三田登美子
- おつる：中村玉緒
- 里：吉川満子（松竹）
- おもと：浪花千栄子（東宝）
- 尾上多見蔵：寺島雄作
- 木賃宿の亭主：荒木忍
- 旅芝居の座員甲：東良之助
- 芝居茶屋の客：上田寛
- 医者：南部彰三
- 旅芝居の頭取：天野一郎
- 尾上松助：尾上栄五郎
- 朝日座の頭取：水原浩一
- 道具屋：石原須磨男
- 料亭の客：原聖四郎
- 旅芝居の座員乙：高倉一郎
- 旅芝居の座員丙：葉山富之輔
- 実川延二郎：五代千太郎
- お徳の伯父新作：芝田総二
- 角座の頭取：玉置一恵
- 衣裳屋の源さん：横山文彦
- 延二郎の番頭：岩田正
- 見物の客A：藤川準
- 見物の客B：菊野昌代士
- 越川一
- 見物の客C：旗考思
- 福助の弟子：滝川潔
- 旅芝居の裏方甲：大崎四郎
- 旅芝居の裏方乙：大国八郎
- 旅芝居の座員丁：愛原光一
- 待合の女将：金剛麗子
- 茶屋の婆や：小松みどり
- 芝居茶屋の内儀：小林加奈枝
- 尾上家の女中：前田和子
- 京都の宿の女中：仲上小夜子
- 国枝勢津子
- 高原朝子
- 菊五郎の番頭：市川壽美蔵
- 嵐璃昇：嵐三右衛門
- 五代目尾上菊五郎：澤村訥升（九代目澤村宗十郎）

## 1963年版

### 配役
- 二代目尾上菊之助：二代目市川猿之助（初代市川猿翁)
- お徳：岡田茉莉子
- 五代目尾上菊五郎：嵐寛寿郎
- 尾上夫人里：中村芳子
- 中村福助：津川雅彦
- 栄寿太夫：北上弥太朗
- 尾上松助：織田政雄
- 守田勘弥：黒川弥太郎
- 中村芝翫：市川小太夫
- 尾上多見蔵：明石潮
- 弟子多見三郎：花井緑太郎
- 按摩元俊：伴淳三郎
- 按摩元俊娘おつる：岩本多代
- 朝日座の頭取：三島雅夫
- 田舎廻りの太夫元：山路義人
- 旅廻り太夫元：名和宏
- 芸者小ふみ：冨士眞奈美
- 芸者米子：千之赫子
- 柳橋待合の女将：沢村貞子
- 旅廻りの座頭：曾我廼家明蝶
- 茶店の婆や：菅井きん
- 大阪商人：上田吉二郎
- 福助の弟子：市川猿三郎
- 菊五郎の家の女中：葵京子
- 旅廻りの役者：大泉滉
- 旅廻りの役者：中村是好
- 木賃宿の老爺：左卜全

## テレビドラマ

### 1957年版
- 1957年4月8日 - 4月22日『ウロコ座』（KRT。武田薬品工業一社提供）にて放送。
- 演出：橋本信也
- 出演者：初代喜多村緑郎、花柳章太郎、初代水谷八重子、大矢市次郎、伊井友三郎[2]

### 1959年版
- 1959年7月19日『お好み日曜座』（NHK総合テレビ）にて放送。
- 脚色：巌谷慎一
- 出演者：尾上梅幸、山田五十鈴、柳永二郎、市川翠扇、久門祐夫、伊井友三郎、中田三一朗[3]

### 1962年版
- 1962年9月5日 - 9月26日『講談ドラマ』（NHK総合テレビ）にて放送。
- 出演者：二代目中村扇雀、乙羽信子、市川小太夫、中村福助[4]

### 1967年版
- 1967年12月14日 - 12月28日『シオノギテレビ劇場』（フジテレビ）にて放映。
- 監督：塚田圭一
- 出演：市川門之助、柳永二郎、池内淳子、市川翠扇、大矢市次郎、山茶花究、市川たか志、美田園子
- 音楽：渡辺岳夫

### 1973年版
- 1973年11月14日 - 11月21日『女・その愛のシリーズ』（NET）にて放送。
- 監督：佐々木康
- 脚本：野上龍雄
- 出演者：香山美子、津川雅彦、辰巳柳太郎、東恵美子、佐々木孝丸、滝田裕介、南美江、中村芝鶴[5]